# 1078
1078 (MLXXVIII) je bilo navadno leto, ki se je po julijanskem koledarju začelo na ponedeljek.

## Dogodki

### Viljem Osvajalec
- Viljemov najstarejši sin Robert Curthose se zateče na dvor flandrijskega grofa in ujca Roberta I., ki Viljemu prav tako ni nakolnjen. V Flandriji si Robert nabere nova sredstva in podpornike, med drugimi mu denar skrivoma pošilja njegova mati in Viljemova soproga Matilda Flandrijska, kar zadeve, ko za to izve Viljem, še dodatno zaplete.
- Na zimo 1078/79 se Robert Curthose skupaj z uporniško vojsko vrne v Normandijo in zavzame trdnjavo Remalard v južni Normandiji, bazo za plenilske pohode v notranjost. Viljem ga od tam prežene.
- Robertovi uporniški vojski priskoči na pomoč francoski kralj Filip I. in mu za zatočišče ponudi trdnjavo Gerberoi, kjer se Robertovi vojski pridružijo nove sile - Francozi. 1079 ↔

### Ostalo
- Anglija: začetek gradnje londonskega Towra (Tower of London). Viljem I. nadaljuje z gradnjo sistema utrdb širom Anglije.
- Wales: umrlega valižanskega kralja Deheubartha Rhysa ab Owaina nasledi bratranec Rhys ap Tewdwr, domnevni začetnik dinastije Tudorjev.

- Seldžuški imperij: centralna oblast seldžuškega sultana Malika Šaha I. popušča. Od imperija se odcepi prva neseldžuška kraljevina in sicer Kilikijska Armenija.
- Bizantinski general Nikefor Botanijat, ki je prejšnje leto začel z uporom proti cesarju Mihaelu VII., se ob podpori Seldžukov v Nikeji okliče za cesarja. Bizantinska aristokracija njegovo izvolitev ne glede na to, da iz Evrope hkrati prodira še en general Nikefor Brijenij, podpre. Mihael VII. je primoran odstopiti in se umakniti v samostan. Nikeforja Brijenija porazi in oslepi Botanijatov podpornik Aleksej Komen, prav tako bodoči cesar.
- Dinastija Song: realizacija Wang Anshijevih reform. Zabeleži se proizvodnja 125.000 ton železa.
- Pagansko cesarstvo, Burma: umrlega paganskega kralja Anawrahto nasledi njegov sin Sawlu, veliko manj sposoben voditelj od svojega očeta.
- Almoravidi pod vodstvom sultana Jusufa ibn Tašfina začno z obleganjem Ceute. Ker se mesto oskrbuje preko morja, ga zavzamejo šele čez pet let.
- Prva omemba Tübingena.

## Rojstva
- Aleksander I., škotski kralj († 1124)
- Al-Mustazhir, abasidski kalif († 1118)
- Ibn Guzman, andaluzijski pesnik († 1160)

## Smrti
- 23. marec - Anawrahta Minsaw, burmanski kralj (* 1015)
- 3. oktober - Izjaslav I., kijevski veliki knez (* 1024)
- 6. november - Bertold I., koroški vojvoda in mejni grof Verone (* 1000)

Neznan datum
- Mihael Psel, bizantinski književnik, filozof, državnik in zgodovinar, (* ok. 1017) (približni datum)
- Rhys ab Owain, valižanski kralj Deheubartha
- Tunka Manin, vladar Ganskega cesarstva, (* 1010)